# 佐々木健 (声優)
佐々木 健（ささき たけし、1969年8月5日- ）は、日本の男性声優、ナレーター。

## 来歴
神奈川県出身。関東学院大学工学部機械工学科卒業。元はシステム開発会社の役員。
映像テクノアカデミア、シャイン（アクセント養成所）1期生を経て、1999年からアクセント所属。

## 人物
趣味はギター、iPadで絵を描くこと。特技は自宅スタジオで録音&編集（宅録）、ITトレーナー。

## 出演

### テレビアニメ
2000年
- はじめの一歩（男子生徒、練馬拳闘会練習生、男性客）

2001年
- 学園戦記ムリョウ（永野信、ツイフォフ星人、野球部員A）
- 地球少女アルジュナ（所員A、医師、他番組レギュラー）

2002年
- 藍より青し（フロントA）
- 十二国記（夏官長）
- ちょびっツ（従業員、通行人、花屋店主）
- プリンセスチュチュ（店主、古書店主）

2003年
- アストロボーイ・鉄腕アトム（科学者、整備員）
- SPACE PIRATE CAPTAIN HERLOCK（オペレーター、アルカディア号乗組員）
- 鋼の錬金術師（男）
- 人間交差点（新井）

2004年
- こちら葛飾区亀有公園前派出所（関根、バロン中川）
- サムライチャンプルー（同心）

2005年
- ゾイドジェネシス（ラルル）
- MONSTER（運転手）

2006年
- シルクロード少年 ユート（チャラン、烏維）
- ロックマンエグゼBEAST+（ハットマン）

2007年
- 湾岸ミッドナイト（レイナのマネージャー）

2008年
- ゴルゴ13（スティーブ）

2009年
- 東京マグニチュード8.0
- 遊☆戯☆王5D's（セルジオ）

2011年
- テレビまんが 昭和物語

2012年
- 夏目友人帳 肆（カリカミ）

2024年
- 佐々木とピーちゃん（店主）

### OVA
- 頭文字D Extra Stage（2001年）
- マクロス ゼロ（2002年、助手）
- シゴフミ（2008年、鈴音の父親）

### 劇場アニメ
- 劇場版カードキャプターさくら 封印されたカード（2000年、ゲームの声、他）
- 頭文字D Third Stage（2001年）
- サクラ大戦 活動写真（2001年、作業員）
- とび★うおーず（2001年、ヒラメ、カニ）
- メトロポリス（2001年）
- エクスドライバー the Movie（2002年）

### ゲーム
- アンリミテッド:サガ（2002年、キャッシュ）
- 十二国記 -赫々たる王道 紅緑の羽化-（2004年、夏官長）
- ロマンシング サガ -ミンストレルソング-（2005年、ジャン）
- The Elder Scrolls V: Skyrim（2011年、男性NPC）

### 吹き替え

#### 映画
2000年
- イギリスから来た男
- フローレス（ポゴ〈ロリー・コクレーン〉）

2001年
- オクトパス ※ソフト版
- 天使のくれた時間
- ラッシュアワー2（手下、アナウンサー 他）※機内上映用

2002年
- アニバーサリーの夜に
- キューティ・ブロンド
- スパイダーマン（男子生徒3）
- チアーズ!（ブルース・シップマン〈ホームズ・オズボーン〉）
- バーバー
- フォロウィング
- ブラックホーク・ダウン（グリズ〈キム・コーテス〉）
- レプリカント（接客係）※ソフト版

2003年
- 翼をください
- ディレイルド 暴走超特急
- ブラッド・ワーク ※ソフト版

2004年
- スナイパー（ゲイリー・エヴァンス〈マーレット・グリーン〉）
- ダンス・レボリューション

2006年
- X-MEN2（ダグ）※ソフト版

2008年
- ファンタスティック・フォー:銀河の危機

2013年
- ダイ・ハード/ラスト・デイ

#### テレビドラマ
- パワーレンジャー・ロスト・ギャラクシー（2001年、ブラント、ホーン、アナウンス）
- CSI:科学捜査班（2002年、ベガ刑事、クロス）
- ER緊急救命室シーズンⅩ #17（2005年、ルイ・サンチェス）

#### アニメ
- おさるのジョージ (ネットイエ)
- トゥーストゥーピッドドッグス
- スパイダーマン（2002年、ハーバート・ランドン）

### 特撮
- 仮面ライダー剣（2004年、ラウザー音声）
- 劇場版 仮面ライダー剣 MISSING ACE（2004年、ラウザー音声）
- 仮面ライダーディケイド（2009年、ラウザー音声）
- 仮面ライダー×スーパー戦隊 スーパーヒーロー大戦（2012年、ラウザー音声）
- 平成ライダー対昭和ライダー 仮面ライダー大戦 feat.スーパー戦隊（2014年、ラウザー音声）
- スーパーヒーロー大戦GP 仮面ライダー3号（2015年、ラウザー音声）
- 仮面ライダー平成ジェネレーションズ FOREVER（2018年、ラウザー音声）
- 仮面ライダージオウ（2019年、ラウザー音声）

### ナレーション
- カウントダウン アカデミー&グラミー木村拓哉的視点（WOWOW）
- 機関車列伝（MONDO21）
- 世界遺産DVDコレクション
- マジック革命!セロ!!（フジテレビ）
- 地球いきもの大図鑑 オジロワシ〜大空を映す金色の瞳（BS11）
- BS世界のドキュメンタリー「キーウ防衛 "短期決着"をくじいた戦いの真実」（2023年5月8日、NHK BS1）

### オーディオブック

#### 科学
- 偽善エネルギー
- ロウソクの科学（竹内敬人 邦訳）

#### 数学
- 素数はなぜ人を惹きつけるのか

#### 歴史
- 「24のキーワード」でまるわかり! 最速で身につく世界史
- いっきに学び直す日本史
  - 近代・現代 実用編
  - 古代・中世・近世 教養編
- ねずさんの昔も今もすごいぞ日本人!
  - （第一巻）
  - 第二巻 「和」と「結い」の心と対等意識
- 嘘だらけの
  - 日韓近現代史
  - 日中近現代史
  - 日米近現代史
- 知っておくべき日本人の底力
- 侵略の世界史 この500年、白人は世界で何をしてきたか
- 忠臣蔵100問勝負
- 超速!最新日本史の流れ 原始から大政奉還まで、2時間で流れをつかむ!
- 復讐烈伝

#### 国際情勢本
- アメリカの大変化を知らない日本人
- 陰謀論の罠
- 新・戦争論 僕らのインテリジェンスの磨き方
- 人間の叡智

#### 地政学書
- 大国の掟 「歴史×地理」で解きほぐす

#### 政治書
- 国家の謀略
- 世界観（佐藤優 著）
- 多数決を疑う 社会的選択理論とは何か
- 日本の決断 あなたは何を選びますか?

#### 哲学書
- いま世界の哲学者が考えていること
- これからの「正義」の話をしよう いまを生き延びるための哲学
- 超訳 論語
- 決定版 菜根譚

#### 社会学書
- 韓国人が暴く黒韓史
- 韓国人による震韓論
- 韓国人による恥韓論
- 韓国人による沈韓論
- 偽善エコロジー 「環境生活」が地球を破壊する
- 決定版 日本人論
- 社員みんながやさしくなった
- 知性とは何か
- なぜ日本は変われないのか 日本型民主主義の構造

#### 経済書
- ヴェニスの商人の資本論
- 金融世界大戦 第三次大戦はすでに始まっている
- 資本主義の極意 明治維新から世界恐慌へ
- 社会的共通資本
- デフレの正体 経済は「人口の波」で動く
- 日本人のためのピケティ入門 60分でわかる『21世紀の資本』のポイント
- 年収は「住むところ」で決まる 雇用とイノベーションの都市経済学

#### ビジネス書
- 「0から1」の発想術
- 1分間シリーズ
  - 1分間バフェット お金の本質を解き明かす88の原則
  - 1分間マイケル・ポーター 「競争の戦略」を理解する77の原則
- 30秒でつかみ1分でウケる 雑談の技術
- あなたの「話し方」がダメな理由
- イヤでも売れる露出力
- オンナを味方にして仕事をする本
- オーラの営業 離陸編（他のキャストあり）
- 考える練習帳
- 感動経営 世界一の豪華列車「ななつ星」トップが明かす49の心得
- 起業家（藤田晋 著）
- 企業病に効く!ビジネスコーチング
- 絆が生まれる瞬間
- 逆境経営 山奥の地酒「獺祭」を世界に届ける逆転発想法
- 規律とトレーダー 相場心理分析入門
- 銀行とのつきあい方 銀行がホイホイお金を貸したくなる社長になる方法!
- コハダは大トロより、なぜ儲かるのか?（他のキャストあり）
- 最強の「個人資産」形成術
- 最新版　投資信託はこの9本から選びなさい 30代でも定年後でも、積立だけで3000万円!
- 仕事の見える化
- 実行の4つの規律 行動を変容し継続性を徹底する
- 実践・交渉のセオリー
- 社会人として「聞く力・話す力」の高め方
- 社長さん!銀行員の言うことをハイハイ聞いてたらあなたの会社、潰されますよ!
- 社長の心得
- 社長の質問力 社員が勝手に動き出す
- 「上手な話し方」が自然と身につく45の法則
- 情報の「捨て方」 知的生産、私の方法
- 知らないと損する 池上彰のお金の学校
- スティーブ・ジョブズ 神の遺言（桑原晃弥 著）
- スティーブ・ジョブズ 危機を突破する力（竹内一正 著）
- ステーキを売るな シズルを売れ
- 戦略がすべて
- 戦略「脳」を鍛える
- ゾーン 「勝つ」相場心理学入門
- ゾーン 最終章 トレーダーで成功するためのマーク・ダグラスからの最後のアドバイス（他のキャストあり）
- それをお金で買いますか
- 孫正義の参謀 ソフトバンク社長室長3000日
- 父が娘に語る 美しく、深く、壮大で、とんでもなくわかりやすい経済の話。
- 知的生産の技術
- 投資を生き抜くための戦い 時の試練に耐えた規律とルール
- トップになりたきゃ、競争するな なぜ、業界最後発企業が世界にとびだすまでに成長できたのか
- なぜか好かれる人の話し方　なぜか嫌われる人の話し方
- 何があっても、だから良かった 人間を磨き、格を高める経営
- なるほど!「孫子の兵法」がイチからわかる本
- 日産 驚異の会議　改革の10年が生み落としたノウハウ
- 日本のイノベーションのジレンマ
- 入門 考える技術・書く技術
- ～は「話し方」で9割変わるシリーズ
  - 30代は「話し方」で9割変わる
  - 子どもは「話し方」で9割変わる
  - 女性は「話し方」で9割変わる
  - 人は「話し方」で9割変わる
- 弁護士が教える　気弱なあなたの交渉術
- 「本物の営業マン」の話をしよう
- マーケットの魔術師 システムトレーダー編（他のキャストあり）
- マーケットの魔術師 大損失編
- 無一文から億万長者となりアメリカンドリームをかなえたヨシダソース創業者ビジネス7つの法則
- メンタリング・マネジメント 共感と信頼の人材育成術
- 豊かな人生の扉を開く スイス・プライベートバンク上級ガイド
- ライフサイクル イノベーション 成熟市場+コモディティ化に効く 14のイノベーション
- りそなの会計士はなぜ死んだのか
- ワイコフの相場成功指南（鈴木敏昭 邦訳）
- ワイコフの相場大学（鈴木敏昭 邦訳）
- 私は株で200万ドル儲けた

#### 法律書
- アメリカ合衆国憲法（他のキャストあり）
- 職場の法律知識を学ぶ！

#### 経営論
- 経営の力学 決断のための実感経営論
- 「好き嫌い」と経営

#### 教育学
- 教え上手（有田和正 著）
- 教師の資質 できる教師とダメ教師は何が違うのか?

#### 心理学
- アドラー心理学入門 よりよい人間関係のために
- 一流の頭脳
- 「話し方」で人を動かす「超」心理術

#### スピリチュアル
- ありがとうの神様
- 人生を変える極上の教え

#### 自己啓発書
- 1%の力
- 10秒で心が癒される言葉
- 20代の勉強力で人生の伸びしろは決まる
- 「あの世」と「この世」をつなぐ お別れの作法
- いいかげんに、生きる
- 医者が教える 人が死ぬときに後悔する34のリスト
- イノベーション・オブ・ライフ　ハーバード・ビジネススクールを巣立つ君たちへ
- 運命は変えられる
- お金の真理（斎藤一人 著）
- お金儲けセラピー
- お金持ちの習慣が身につく「超」心理術
- オスカー・ワイルドに学ぶ人生の教訓
- おもしろすぎる成功法則
- オプティミストはなぜ成功するか
- 眼力（斎藤一人著）
- 決めて断つ
- 強運（斎藤一人著）
- ギリシア・ローマ名言集
- 元気が出るゲバラ語録
- 賢人たちに学ぶ 道をひらく言葉
- 後世への最大遺物・デンマルク国の話
- KOKOROZASHI 志（久恒啓一著）
- これで駄目なら
- これまでしたことのない話（他のキャストあり）
- コンフォートゾーンの作り方 図解TPIEプログラム
- 斎藤一人＆柴村恵美子の書き下ろしシリーズ（全て他のキャストあり）
  - 器
  - 運
  - 天
- 斎藤一人 この不況で損する人この不況で得する人
- 斎藤一人 世界一ものスゴい成功法則
- 斎藤一人 だれでも歩けるついてる人生（千葉純一 著）
- 斎藤一人 天才の謎（遠藤忠夫 著）
- 才能を伸ばすシンプルな本
- ジェームズ・クリアー式 複利で伸びる１つの習慣
- 自己鍛錬記第一巻 中村天風先生に教わった心の力
- 自助論 ～新訳完全版～（関岡孝平 邦訳）
- 知らないと損する不思議な話
- 人生に成功したい人が読む本
- 人生論ノート
- 人生を幸せへと導く13の習慣
- 成功脳
- 絶好調（斎藤一人著）（他のキャストあり）
- 前進あるのみ（関岡孝平 邦訳）
- 大丈夫だよ、すべてはうまくいっているからね。
- 地球が天国になる話
- 地球は「行動の星」だから、動かないと何も始まらないんだよ。
- チャンスと出逢うための人脈大改造
- 超訳 鴎外の知恵
- デール・カーネギーの（関岡孝平 邦訳）
  - 5分間人物伝
  - 知られざるリンカーン
  - 悩まずに進め 新たな人生を始める方法
  - 話し方入門
  - 人を動かす方法
- 悩まない あるがままで今を生きる
- 人間関係が「しんどい!」と思ったら読む本
- ハーバードの人生を変える授業
- バカの理由
- 走りながら考える
- 微差力
- 人とお金
- 百発百中（斎藤一人・柴村恵美子共著）（他のキャストあり）
- 貧乏入門
- 「不安イライラクヨクヨ」がなくなる本
- 「福」に憑かれた男
- 普通はつらいよ
- 変な人の書いた世の中のしくみ
- マインドマップ超入門 トニー・ブザン天才養成講座
- マラソン中毒者 北極、南極、砂漠マラソン世界一のビジネスマン
- やってのける ～意志力を使わずに自分を動かす～
- 若き商人への手紙

#### マナー本
- 「話し方」の品格 「品のいい人」になれる10か条

#### 仕事術
- いま、すぐはじめる地頭力
- 仕事ができる人の「段取り」の技術
- 仕事の哲学（P.F.ドラッカー 著/上田惇生 訳）
- 仕事はおもしろい 当代きっての実業家が明かす仕事術の神髄!
- 世界のエリートはなぜ、「この基本」を大事にするのか?
- 「世界標準」の仕事術　欧米・中東・アジアの企業を見てきた人事のプロが教える
- なぜ、あなたの仕事は終わらないのか スピードは最強の武器である

#### 勉強法
- あなたの英語がダメな理由
- 英語学習7つの誤解（他のキャストあり）
- コツコツできない人でも短期間でスイスイ受かる! 超快速勉強法
- 耳から学ぶ勉強法

#### 実用書
- 古今東西の早口言葉～早口コレクション55編～（他のキャストあり）
- 齋藤孝の30分散歩術
- 資格試験の合格技術
- シャーロック・ホームズ大人の楽しみ方
- ぼくらの頭脳の鍛え方（他のキャストあり）

#### 健康法
- 40歳を過ぎて最高の成果を出せる「疲れない体」と「折れない心」のつくり方
- 朝夕15分 死ぬまで寝たきりにならない体をつくる!
- 「昨日の疲れ」が抜けなくなったら読む本
- 血流がすべて解決する
- サプリメントの正体
- ズボラでも血圧がみるみる下がる49の方法
- たった5分で体が変わる すごい熱刺激
- 断糖のすすめ ～高血圧、糖尿病が99%治る新・食習慣～
- 長生きするのはどっち?

#### スポーツ本
- 体力の正体は筋肉
- 筑波大学で誕生したまったく新しいゴルフ理論

#### インターネット
- ウェブはバカと暇人のもの

#### 動物の解説
- イヌ好きが気になる50の疑問
- ネコ好きが気になる50の疑問

#### 宗教
- 新約聖書100問勝負
- つきやすい人のための 図太くなれる禅思考
- ブッダの教え 一日一話
- 仏弟子の世間話
- ほとけ様に教わった 毎日をハッピーにする90の方法
- ゆるす言葉

#### 兵法書
- 孫子の兵法（ライオネル・ジャイルズ 訳/関岡孝平 邦訳）

#### 人物伝
- あんぽん 孫正義伝

#### 自叙伝
- 福翁自伝

#### エッセイ
- アイメイトと生きる 盲導犬を育てて五十年
- 落ちこぼれ損保マンの保険金不払い日記
- きらきら研修医（他のキャストあり）
- 渋谷ではたらく社長の告白
- 不肖・宮嶋　死んでもカメラを離しません
- 凡人として生きるということ
- 私の財産告白

#### 詩歌
- シルバー川柳 誕生日ローソク吹いて立ちくらみ
- シルバー川柳2 「アーンして」むかしラブラブいま介護
- シルバー川柳3 来世も一緒になろうと犬に言い

#### 童話
- いっしょに楽しむ にほんむかしばなし
  - 11 どちらが大うそつき他9話
  - 12 耳なし芳一他8話
  - 13 鬼の親分の競争ほか9話
  - 14 田植え地蔵ほか9話
  - 15 ざしきわらし 他9話
  - 17 右手を出した観音様ほか9話
  - 18 ステレンキョウ他9話
  - 21 川の中のうるし他9話
  - 26 おいしいおだんご他9話
- お話、きかせて! 聴く絵本 むかしばなし ベスト100
- 心を育てる せかいむかしばなし
  - 1 大きなカブ 他9話　
  - 5 グリム童話 星の銀貨他8話
  - 17 アフリカ編2
  - 18 マレーシア編2
- 新美南吉 童話「ごん狐」/「王様と靴屋」/「二ひきの蛙」/「去年の木」/「落とした一銭銅貨」
- はだかの王様
- 飛行かばん
- マッチ売りの少女
- 宮沢賢治
  - 01「セロ弾きのゴーシュ」/「詩:この森を通りぬければ」
  - 02「注文の多い料理店」/「月夜のでんしんばしら」
  - 03「ツェねずみ」/「どんぐりと山猫」
  - 04「毒もみの好きな署長さん」/「水仙月の四日」
  - 05「雨ニモマケズ」/「春と修羅」序 /「永訣の朝」/「猫の事務所」
  - 風の又三郎
  - 銀河鉄道の夜 ～Nokto de la Galaksia Fervojo～（他のキャストあり）
  - 双子の星

#### 小説
- 芥川龍之介
  - 芥川龍之介名作集
    - 01「魔術」/「蜜柑」
    - 02「杜子春」/「仙人」
    - 03「蜘蛛の糸」/「トロッコ」/「尼提」
    - 04「鼻」/「ピアノ」/「猿蟹合戦」
    - 05「妙な話」/「春の夜は」/「機関車を見ながら」/「しるこ」

  - 犬と笛
  - 白
  - 藪の中
  - 羅生門
- イワンの馬鹿
- ヴェニスに死す
- 梶井基次郎
  - 櫻の樹の下には
  - 檸檬
- コーリング（赤坂真理 著）（他のキャストあり）
- 坂本龍馬（白柳秀湖 著）
- シャーロック・ホームズシリーズ（大久保ゆう・ほか 邦訳）
  - 1「赤毛連盟」
  - 2「踊る人形」
  - 3「ボヘミアの醜聞」
  - 4「まだらのひも」
  - 5「蒼炎石」
  - 6「土色の顔」
  - 7「瀕死の探偵」
  - 8「患者兼同居人」
  - 9「グローリア・スコット号」
  - 10「唇のねじれた男」
  - 11「同一事件」
  - 12「曲れる者」
  - 13「株式仲買人」
  - 14「ライギット・パズル」
  - 15「自転車乗りの影」
  - 16「三枚の学生」
  - 17「サセックスの吸血鬼」
  - 18「橙の種五粒」
- 太宰治
  - 太宰治短編傑作集
    - ア、秋
    - I can speak
    - 青森
    - 新しい形の個人主義
    - 或る忠告
    - 一問一答
    - 一歩前進二歩退却
    - 田舎者
    - 海
    - 炎天汗談
    - 緒方氏を殺した者
    - 織田君の死
    - 音に就いて
    - かくめい
    - かすかな声
    - 心の王者
    - 五所川原
    - 三月三十日
    - 私信
    - 自信の無さ
    - 純真
    - 春昼
    - 食通
    - 小志
    - 正直ノオト
    - 小説の面白さ
    - 砂子屋
    - 世界的
    - 政治家と家庭
    - 走ラヌ名馬
    - 春

  - 黄金風景
  - 散華
  - たずねびと
  - 女人訓戒
  - 美少女
  - ロマネスク
  - わが半生を語る
- 夏目漱石
  - 夏目漱石名作集（下記以外の作品は他のキャストあり）
    - 草枕
    - こころ
    - 三四郎
    - 彼岸過迄
    - 明暗
    - 夢十夜
- 人間椅子
- H・P・ラヴクラフト
  - H・P・ラヴクラフト 朗読集1「クトゥルフ神話」（下記以外の作品は他のキャストあり）
    - クトゥルーの呼び声
    - ダゴン
    - ナイアルラトホテップ
    - 宴（audiobook.jpの購入特典）

  - H・P・ラヴクラフト 朗読集2「異形のもの」（下記以外の作品は他のキャストあり）
    - アウトサイダー
    - うちひそむ恐怖（audiobook.jpの購入特典）

  - H・P・ラヴクラフト 朗読集3「未知の世界」（下記以外の作品は他のキャストあり）
    - 異界の神々
    - 眠りの壁の彼方
    - 月の沼（audiobook.jpの購入特典）

#### 戯曲
- オーディオブック シェイクスピア（ラム姉弟 訳）シリーズ
  - 1. 70分でわかる ロミオとジュリエット（他のキャストあり）
  - 2. 60分でわかる ヴェニスの商人（他のキャストあり）
  - 5. 50分で分かる マクベス
  - 6. 60分でわかる お気に召すまま

#### 海外ラジオドラマの邦訳
- シャーロック・ホームズ（他のキャストあり）
  - 死んだ悪女
  - 響き渡る鐘の音
- パパは何でも知っている（他のキャストあり）
  - 第1話「ベティが結婚!?」
  - 第2話「嵐を呼ぶ家政婦」